# Elachistocleis surinamensis
Elachistocleis surinamensis es una especie  de anfibios de la familia Microhylidae.

## Distribución geográfica
Se encuentra en Surinam, Trinidad y Tobago, Venezuela y, posiblemente, en Guayana.

## Estado de conservación
Se encuentra amenazada de extinción por la pérdida de su hábitat natural.